# Medalha Chern
A Medalha Chern (em inglês:  Chern Medal) é um prêmio de matemática, concedido a cada quatro anos no Congresso Internacional de Matemáticos pela União Internacional de Matemática e pela Fundação Medalha Chern. É destinado por uma vida de realizações excepcionais, dotado com 250.000 dólares, acrescidos de mais 250.000 dólares para intituições para promoção da matemática, designadas pelo recipiente. O prêmio é designação em memória do matemático Shiing-Shen Chern.

## Recipientes
| Ano  | Recipiente        | Razões |
| ---- | ----------------- | --- |
| 2010 | Louis Nirenberg   | "Por seu papel na formulação da teoria moderna de equações diferenciais parciais elípticas não lineares e por orientar vários alunos e pós-doutores nesta área."                                   |
| 2014 | Phillip Griffiths | "Por seu desenvolvimento inovador e transformativo de métodos transcendentais em geometria complexa, particularmente seu trabalho seminal em teoria de Hodge e períodos de variedades algébricas." |
| 2018 | Masaki Kashiwara  | "Por suas contribuições proeminentes e fundamentais para a análise algébrica e teoria da representação sustentada por um período de quase 50 anos."                                                |